# Jörg Hotz
Jörg Hotz (28 de octubre de 1951) es un deportista suizo que compitió en vela en la clase Flying Dutchman. Ganó una medalla de oro en el Campeonato Mundial de Flying Dutchman de 1977 y una medalla de bronce en el Campeonato Europeo de Flying Dutchman de 1975.

## Palmarés internacional
| Campeonato Mundial | Campeonato Mundial | Campeonato Mundial | Campeonato Mundial |
| Año                | Lugar              | Medalla            | Clase              |
| ------------------ | ------------------ | ------------------ | ------------------ |
| 1977               | Torbole (Italia)   | Medalla de oro     | Flying Dutchman    |
| Campeonato Europeo |                    |                    |                    |
| Año                | Lugar              | Medalla            | Clase              |
| 1975               | Travemünde (RFA)   | Medalla de bronce  | Flying Dutchman    |